# María Amalia de Austria (1780-1798)
María Amalia de Austria (15 de octubre de 1780-25 de diciembre de 1798) fue una archiduquesa austriaca, la cual falleció prematuramente.

## Vida
En el momento de su nacimiento, su padre Leopoldo aún no era emperador, sino Gran Duque de Toscana, era el hijo de la emperatriz María Teresa de Austria, la cual murió más de un mes después de su venida. Su madre era una infanta española, María Luisa, hija del rey Carlos III.
Sus padrinos fueron el primo de su madre, el duque Fernando I de Parma, y su esposa, la archiduquesa María Amalia de Austria, hermana de su padre.
Tuvo una infancia feliz rodeada de numerosos hermanos y hermanas. Al igual que ellos, María Amalia recibió una educación algo diferente a la que normalmente se les daba a los niños reales en ese momento: fueron criados por sus padres en lugar de sirvientes e instritutrices, y también se les mantuvo en gran parte fuera de la corte florentina y se les enseñó a vivir con sencillez, naturalidad y modestia. Debido a que su tío el emperador José II, no tenía descendencia sobreviviente, su padre era el heredero al trono y cuando falleció en 1790 lo sucedió. La familia se mudó a Viena, aunque no duraría mucho la nueva posición, ya que en marzo de 1792 su padre falleció y en mayo su madre lo siguió, dejándola huérfana con doce años.
Debido a su corta vida, se conoce poco sobre María Amalia, tan solo que vivió en la corte austriaca, se le consideraba reservada y tímida. Murió inesperadamente en 1798, teniendo un prematuro final, al igual que su hermano Alejandro Leopoldo, que falleció tres años antes en trágicas circunstancias. Como curiosidad el mismo día de su muerte, en la lejana Palermo, falleció también su primo, el príncipe Alberto de Borbón-Dos Sicilias, de seis años. Fue enterrada en la cripta de los capuchinos cerca de sus padres y su corazón reposa en la Herzgruft de la Iglesia de los Agustinos.
- Datos: Q3847098
- Multimedia: Archduchess Maria Amalia of Austria (1780–1798) / Q3847098